# Serra da Padrela
A Serra da Padrela é uma elevação de Portugal Continental, com 1146 metros de altitude. Situa-se no Alto Trás-os-Montes, nos concelhos de Vila Pouca de Aguiar e Valpaços. Nesta serra é produzida a Castanha da Padrela.